# Vaduz
Vaduz (wymowaⓘ; IPA: [faˈdʊʦ]) – gmina (Politische Gemeinde) w Liechtensteinie oraz jego stolica, siedziba administracyjna regionu Oberland, Landtagu, rządu, Sądu Najwyższego i Rodziny Książęcej.
Gmina Vaduz znajduje się w zachodniej, najgęściej zaludnionej części kraju i jest zamieszkiwana przez 5771 osób. Powierzchnia gminy wynosi 17,28 km². Vaduz nie stanowi samodzielnego ośrodka miejskiego, a wraz z sąsiednimi gminami Schaan i Triesen tworzy aglomerację o łącznej populacji 17 243 (30 czerwca 2022). Do gminy należy sześć eksklaw.

## Nazwa
Pochodzenie nazwy „Vaduz” nie jest znane, jednak najprawdopodobniej wywodzi się od staroromańskiego słowa avadutg, oznaczającego „fosę” lub „kanał dla młyna”, a wywodzącego się z kolei od łacińskiego aquaeductus.

## Położenie
Gmina Vaduz leży na prawym brzegu Renu, który stanowi jednocześnie zachodnią granicę Liechtensteinu. Od południa Vaduz graniczy z gminą Triesen, od zachodu z gminą Triesenberg, zaś od północy z największą gminą Księstwa – Schaan. Vaduz położone jest u podnóża masywu Drei Schwestern, a wschodnią część terenu gminy stanowią strome, zalesione zbocza, zaś jego wschodnią granicę – granie masywu.
Najwyższy punkt gminy stanowi szczyt Silberhorn – 2150 m n.p.m.
Poza główną częścią Vaduz w skład gminy wchodzą także cztery eksklawy na północy Oberlandu w dolinie Renu: Dachsegg, Forst, Rüttistein i Vaduzer Riet. Dwie eksklawy znajdują się w jego wschodniej, alpejskiej części: Hindervalorsch i Pradamee wraz z Hahnenspiel.
Ścisłe centrum Vaduz stanowi plac Peter-Kaiser-Platz i ulica Städtle, przy których zlokalizowane są liczne instytucje rządowe i kulturalne oraz lokale usługowe. Na północ w kierunku Schaan dolina Renu rozszerza się, a w niej rozciąga się gęsta zabudowa mieszkaniowa w dzielnicy nazywanej Ebenho, natomiast północy skrawek, częściowo odizolowany od reszty zabudowy doliną potoku Mölibach, stanowi dzielnica i dawna osada handlowa Mühleholz. Obszar ten bezpośrednio przylega do Schaan. Na południe w kierunku Triesen dolina Renu pozostaje wąska i również sieć osadnicza nie jest tak gęsta jak w północnej części gminy.
Sama osada nie znajduje się bezpośrednio nad Renem, a jest od niego oddzielona pasem dawniej wykorzystywanym głównie rolniczo, co wynika z historycznego zagrożenia powodziowego. Przez gminę przepływa Liechtensteiner Binnenkanal. 

## Historia
Pierwsza wzmianka o miejscowości pochodzi z roku 1150. W 1342 r. stała się ona stolicą hrabstwa Vaduz, będącego od 1712 r. w rękach Liechtensteinów. W 1719 r. hrabstwa Vaduz i Schellenberg zostały połączone w suwerenne (w ramach Rzeszy Niemieckiej) Księstwo Liechtensteinu, które w 1866 r., po wystąpieniu ze Związku Niemieckiego, uzyskało pełną niepodległość. Miejscowość Vaduz zostało jego stolicą.

## Święto narodowe
W dniu święta narodowego Liechtensteinu, 15 sierpnia, odbywają się parady i pokazy sztucznych ogni. Turyści mogą również degustować wina pochodzące z książęcych winnic, ale odbywa się to tylko w grupach zorganizowanych, liczących co najmniej jedenaście osób.

## Turystyka
Liechtenstein Tourism (Städtle 37) pomaga znaleźć kwatery osobom, które osobiście zjawią się w biurze oraz dysponuje bogatymi informacjami o kraju. Personel jest stale zajęty przybijaniem stempli pamiątkowych w paszportach turystów (usługa płatna, 3 CHF). Główny urząd pocztowy (Äulestrasse 38) prowadzi sekcję filatelistyczną tuż obok głównego budynku.

## Zabytki
Najważniejsze zabytki Vaduz to gotycki zamek z XII w. – rezydencja książąt Liechtensteinu, neogotycka katedra św. Floriana (St. Florian) z lat 1868–1873, siedziba rządu z lat 1903–1905 oraz ratusz powstały w latach 30. XX wieku.
Zamek Vaduz góruje nad miastem i nie jest otwarty dla turystów, można jednak wspiąć się na wzgórze, aby przyjrzeć się twierdzy z bliska. Ze szczytu roztaczają się widoki na miejscowość i góry. Rozchodzi się stąd kilka znakowanych szlaków pieszych.
Neogotycki kościół św. Floriana (St. Florian) został zbudowany w latach 1868–1873 jako kościół parafialny. Po utworzeniu archidiecezji Vaduz awansował do rangi katedry. W świątyni znajduje się arcyksiążęca krypta grobowa.

## Muzea
- Postmuseum (Muzeum Pocztowe) przy ul. Städtle 37, obok centrum informacji turystycznej zajmuje zaledwie jedną salę, eksponując aż 300 serii znaczków emitowanych w Liechtensteinie od 1912 r.
- Kunstmuseum Liechtenstein przy ul. Städtle 32 oprócz historycznych ekspozycji prezentuje również prace współczesne
- Kunstraum (Galeria Sztuki) przy ul. Städtle 37, specjalizuje się w wystawach czasowych, a Liechtensteińskie Muzeum Narodowe (Liechtensteinisches Landesmuseum) przy ul. Städtle 43 zaprasza do obejrzenia wystaw poświęconych historii i kulturze ludowej księstwa. Warto również odwiedzić Muzeum Narciarstwa (Skimuseum) przy ul. Bengarten 10.

## Współpraca
Miejscowości partnerskie:
- La Paz, Boliwia
- Zell am Ziller, Austria

## Galeria

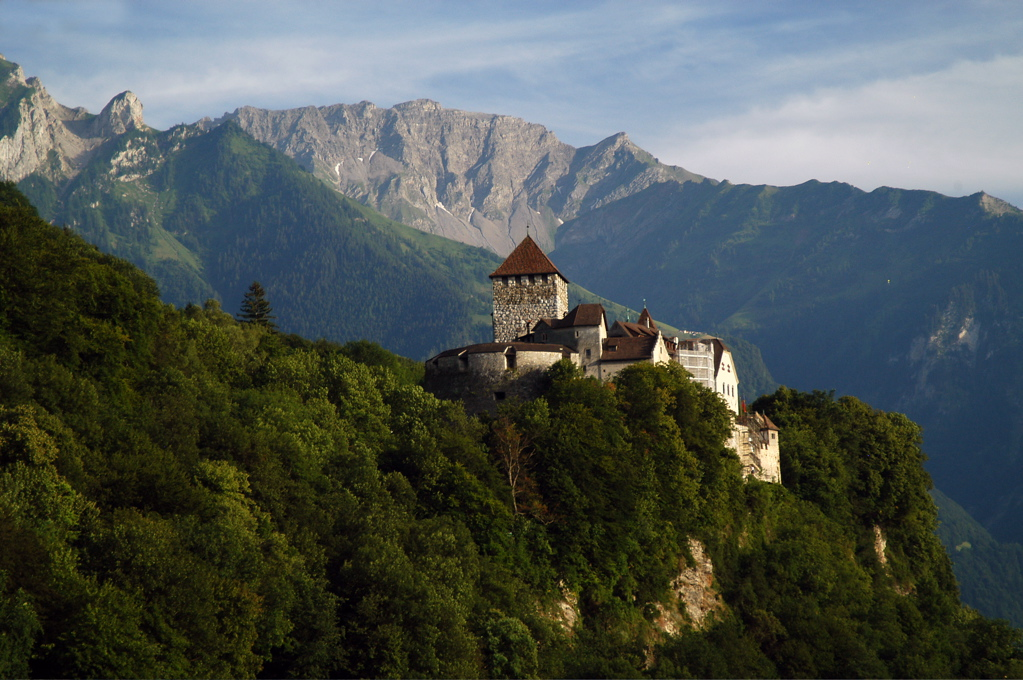
Zamek książęcy
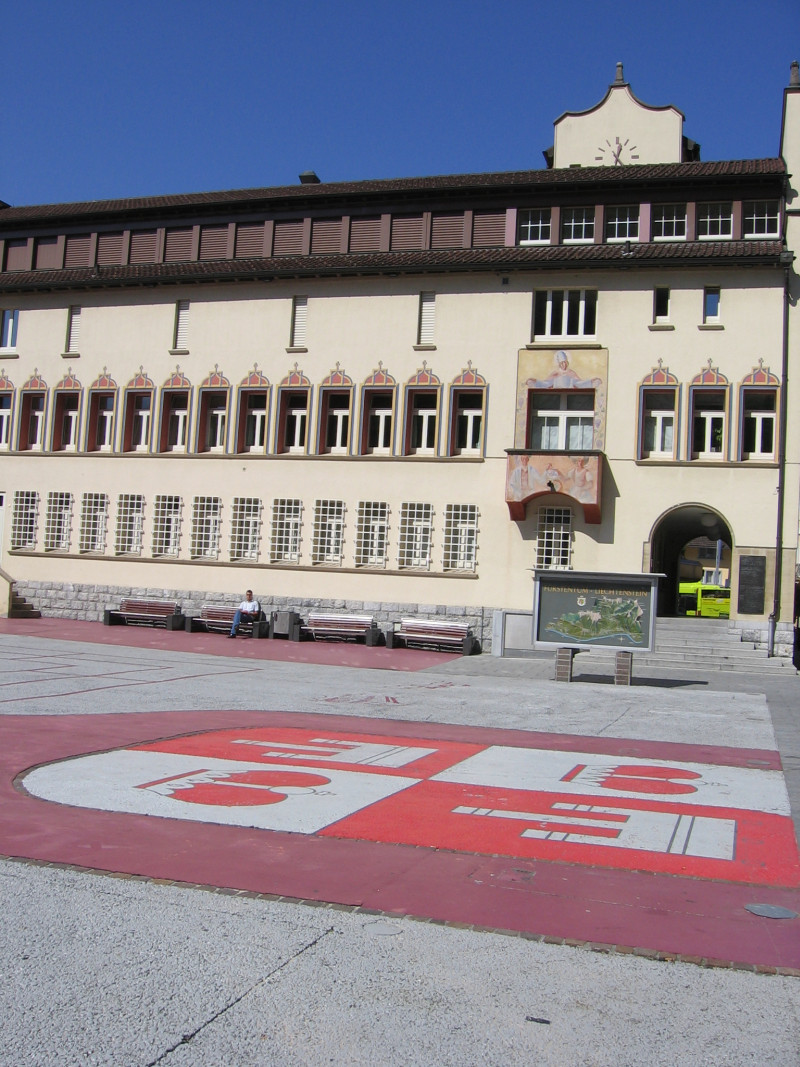
Herb na placu Rathausplatz
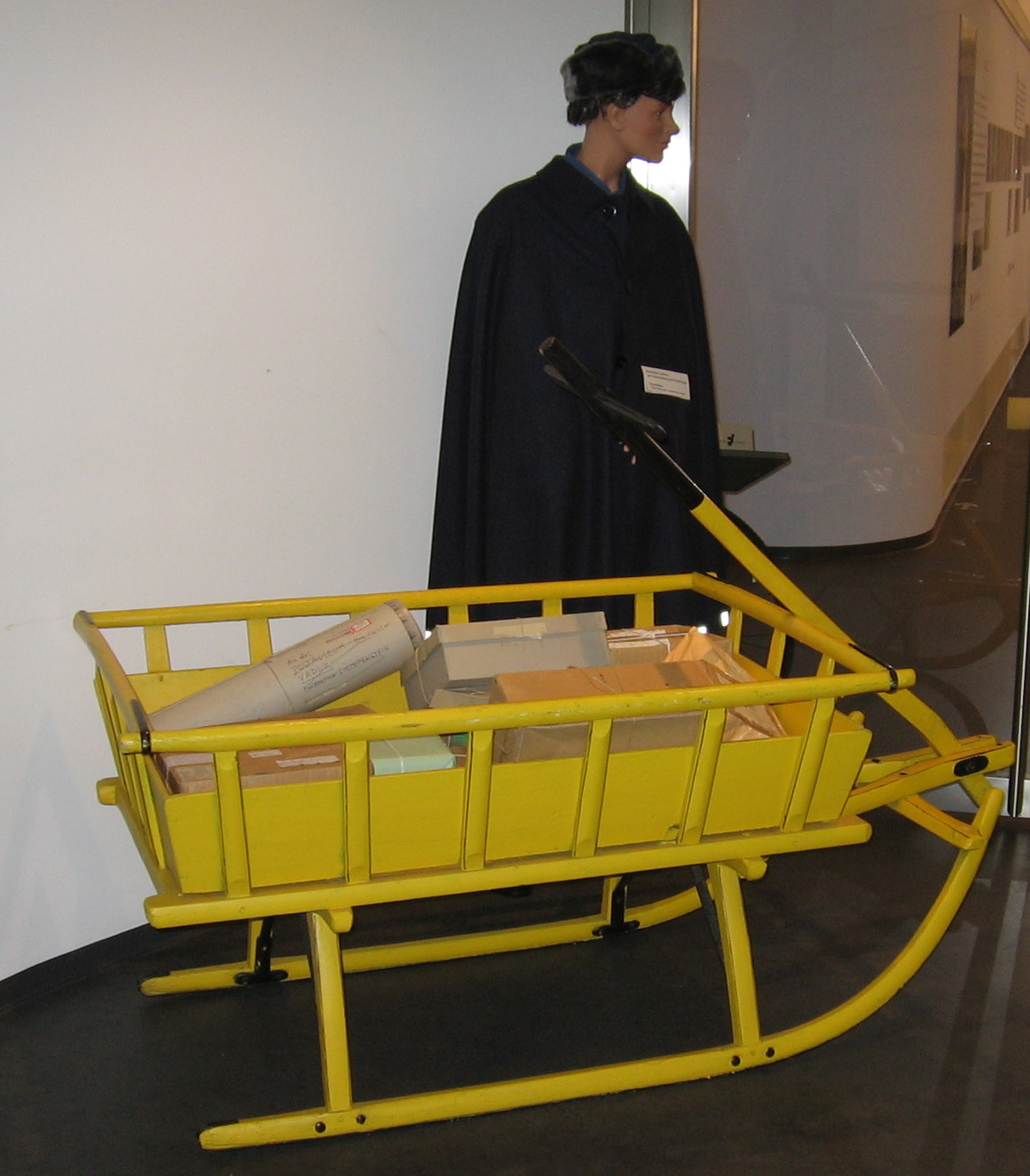
Postmuseum: listonosz i sanie do przewozu przesyłek pocztowych
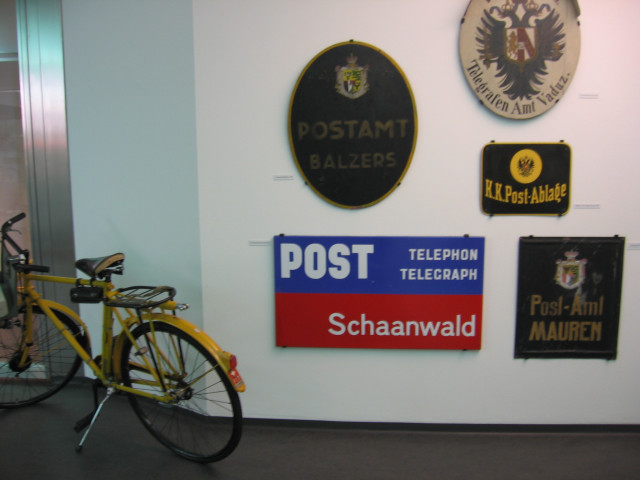
Postmuseum
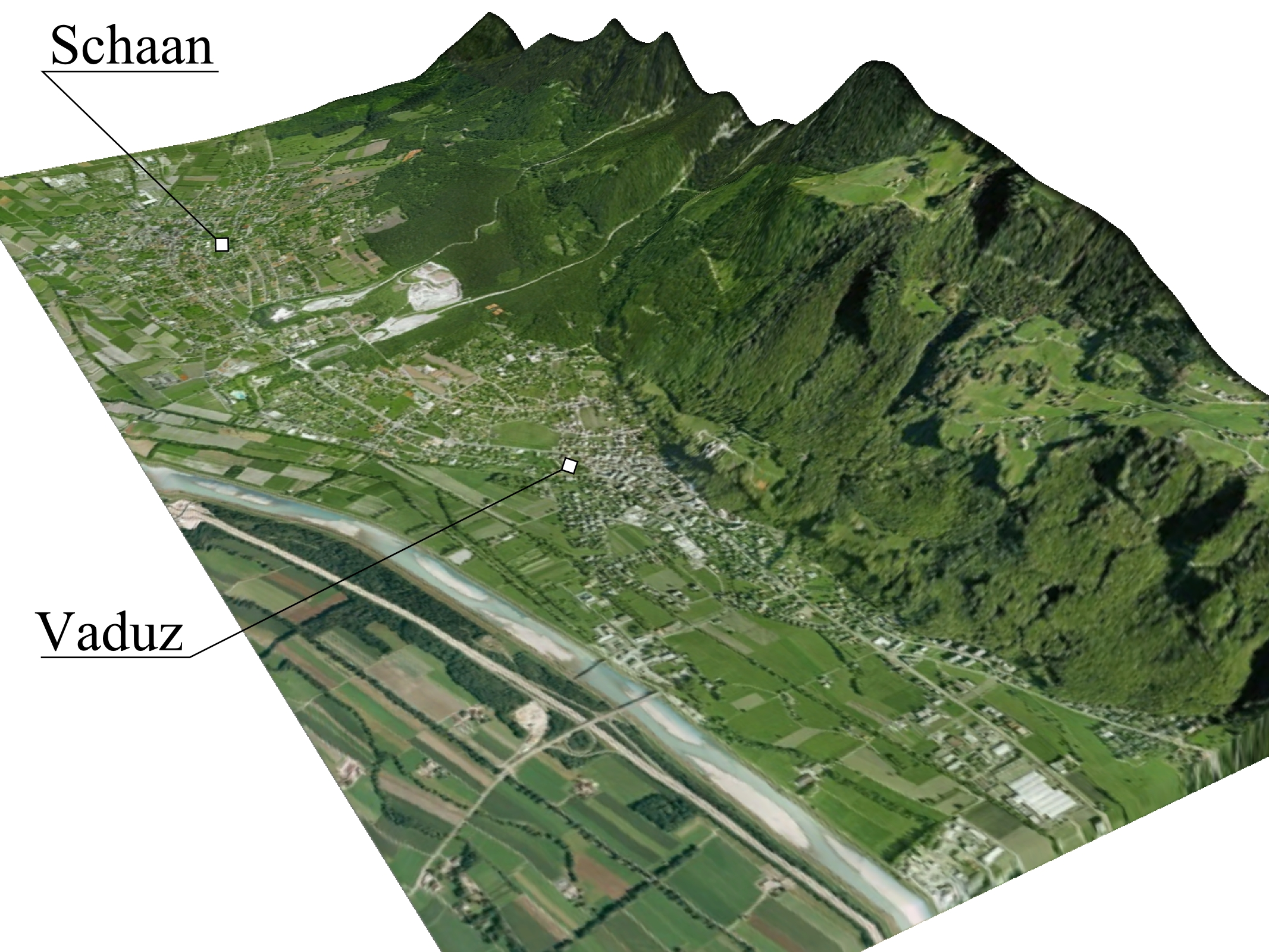
Vaduz 3D